# Toni Segura
Toni Segura (Las Palmas de Gran Canaria, 31 de marzo de 1998) es un futbolista español que juega de centrocampista actualmente en el Club Deportivo Mensajero de la Segunda División RFEF.

## Trayectoria
Hijo del futbolista Toni Robaina, Segura comenzó su formación en el Unión Viera de su ciudad natal, pasando a los filiales de la Unión Deportiva Las Palmas en edad benjamín. Tras cinco años en el club amarillo, en 2012 se unió a la cantera del Real Betis Balompié. En el club sevillano pasó por las categorías de cadete y juvenil hasta debutar con el filial en Segunda B. 
En 2016 fichó por el Real Madrid, jugando en su categoría juvenil bajo las órdenes de Guti, y alzándose campeón de Liga y Copa en 2017. Al año siguiente sería ascendido al Real Madrid Castilla de Segunda B. No obstante, Segura se marcharía en condición de cedido al Recreativo de Huelva en el mercado de invierno de 2018.
En agosto de 2018 rescindió su vinculación con el Madrid y vuelve a Gran Canaria para jugar en Las Palmas Atlético de Segunda B, llegando a debutar con el primer equipo el 14 de abril de 2019. En la ventana de transferencias de invierno vuelve a rescindir su contrato, esta vez para marcharse a jugar a la cantera del Legia de Varsovia de la Ekstraklasa de Polonia.
En el verano de 2020 hizo la pretemporada con la U. D. Tamaraceite, de la Segunda División B de España, donde coincidió con su tío David González. Finalmente el 17 de octubre se incorporó definitivamente a la plantilla del club. En julio de 2021 dejó el club canario para fichar por el Arka Gdynia de la I Liga de Polonia. En la primera de las dos temporadas que firmó sería cedido al KKS 1925 Kalisz de la II Liga de Polonia.
En diciembre de 2021 rescindió su contrato con el Arka Gdynia y el 25 de diciembre de 2021 fichó por el C. D. Mensajero de la Segunda División RFEF.

## Clubes
| Club                          | País    | Año       |
| ----------------------------- | ------- | --------- |
| Betis Deportivo Balompié      | España  | 2015-2017 |
| Real Madrid Castilla          | España  | 2017-2018 |
| Recreativo de Huelva (cesión) | España  | 2018      |
| Las Palmas Atlético           | España  | 2018-2020 |
| Legia de Varsovia             | Polonia | 2020      |
| U. D. Tamaraceite             | España  | 2020-2021 |
| Arka Gdynia                   | Polonia | 2021      |
| KKS 1925 Kalisz (cesión)      | Polonia | 2021      |
| C. D. Mensajero               | España  | 2022-     |